# Marcos Allen
Marcos Allen (Ciudad de Panamá, Panamá, 8 de febrero de 1999) es un futbolista panameño. Juega en la posición de portero. Actualmente juega para el CD Plaza Amador de la Primera División de Panamá.

## Trayectoria

### CD Plaza Amador
Se formó en las categorías inferiores del CD Plaza Amador. En la LPF Apertura 2015 estuvo en el banco en un partido en donde fueron eliminados en las semifinales 2 a 3 contra el CD Árabe Unido en donde no estuvo convocado. Fue subcampeón de la LPF Apertura 2016 en donde perdieron la final 2 a 0 contra el CD Árabe Unido en el Estadio Rommel Fernández en donde no estuvo convocado, en dicho torneo estuvo en la banca en un partido. En la LPF Clausura 2017 estuvo en la banca en un partido en donde eliminados en las semifinales en un marcador global de 1 a 2 contra el CD Árabe Unido en donde no estuvo convocado. En la LPF Clausura 2018 jugó 3 partidos en donde le encajaron 3 goles en dicho torneo quedaron en la novena posición. En el Torneo Apertura 2018 estuvo en la banca en un partido en donde en donde fueron eliminados en los playoff en un marcador de 1 a 2 contra el San Francisco FC en el Estadio Maracaná de Panamá en donde no estuvo convocado. En el Torneo Clausura 2019 estuvo en la banca en 8 partidos en donde quedaron en la séptima posición quedándose a un paso de clasificarse a los playoff. En el Torneo Apertura 2019 jugó 21 partidos, anotó 1 gol y le encajaron 16 goles en donde fueron eliminados en las semifinales en un marcador global de 3 a 2 contra el Costa del Este FC en donde jugó en los 2 partidos. En el Torneo Apertura 2020 solo jugó 6 partidos y le encajaron 12 goles porque el torneo se canceló por el COVID 19.

### Atlético Sanluqueño CF
El 26 de agosto de 2020 fue anunciado su cesión al Atlético Sanluqueño CF con opción a compra. Debutó con el club el 21 de febrero de 2021 en la victoria 2 a 0 contra el Club Deportivo Marino en el Estadio El Palmar en donde fue titular y no le encajaron goles, en la Segunda División B de España 2020-21 jugó  7 partidos en donde quedaron en la sexta posición del Grupo IV - C, el club no ejerció la opción de compra.

### CD Plaza Amador
El 30 de junio de 2021 fue anunciado su regreso al CD Plaza Amador. Disputó su primer partidos después de su regreso el 6 de agosto de 2021 en el empate 0 a 0 contra el Tauro FC en el Estadio Nacional Rod Carew en donde fue titular y no le encajaron goles. En el Torneo Clausura 2021 jugó 17 partidos en donde le encajaron 10 goles en donde fueron eliminados en los playoff en un marcador de 0 a 1 contra el Veraguas CD en el Estadio Maracaná de Panamá en donde fue titular y le encajaron 1 gol. En el Torneo Apertura 2022 jugó 8 partidos en donde le encajaron 10 goles en donde quedaron en la cuarta posición de la conferencia oeste quedándose a un paso de clasificarse a los playoff.

### Potros del Este
El 2 de diciembre de 2022 fue anunciado como nuevo jugador de los Potros del Este. No debutó con el club por fue ficha por otro club extranjero.

## Selección nacional
| Torneo            | País           | Año  | Partidos |
| ----------------- | -------------- | ---- | -------- |
| PreMundial Sub-20 | Estados Unidos | 2018 | 5        |
| Mundial Sub-20    | Polonia        | 2019 | 3        |

## Estadísticas
| Club                   | País     | Año           | Partidos | Goles |
| ---------------------- | -------- | ------------- | -------- | ----- |
| CD Plaza Amador        | Panamá   | 2018-2020     | 30       | 1     |
| Atlético Sanluqueño CF | España   | 2020-2021     | 7        | 0     |
| CD Plaza Amador        | Panamá   | 2021-2022     | 27       | 0     |
| CD Real Sociedad       | Honduras | 2023          | 16       | 0     |
| CA Independiente       | Panamá   | 2023          | 6        | 0     |
| UMECIT FC              | Panamá   | 2024          | 16       | 0     |
| CD Plaza Amador        | Panamá   | 2025-presente | 3        | 0     |

## Palmarés

### Títulos nacionales
| Título           | Club             | País   | Año    |
| ---------------- | ---------------- | ------ | ------ |
| Primera División | CA Independiente | Panamá | 2023-C |

### Distinciones individuales
| Distinción                                             | Año    |
| ------------------------------------------------------ | ------ |
| Portero menos vencido de la Primera División de Panamá | 2019-A |